# Badalona
Badalona település Spanyolországban, Barcelona tartományban. Lakosainak száma 227 083 fő (2024).

## Földrajza
Badalona Montcada i Reixac, Sant Adrià de Besòs, Sant Fost de Campsentelles, Santa Coloma de Gramenet, Tiana és Montgat községekkel határos.

## Megközelítése
A település Barcelona felől a Barcelona–Mataró–Maçanet-Massanes-vasútvonalon közelíthető meg a RENFE/Rodalies de Catalunya R1 elővárosi járataival.

## Látnivalók
Badalona népszerű megállóhely a turisták számára. A városnak saját turistaútvonala van, amely a Dalt de la Vila óvárosát mutatja be a Santa Maria-templom, a régi torony és néhány középkori utca, valamint néhány modernista ház mellett. Innen a Costa utcát követve mutatja be a Baix a Mar vagy Centre területét, amely üzletek, éttermek, bárok és kávézók széles választékát kínálja.
A legfontosabb turisztikai megállók a következők:
- Sant Jeroni de la Murtra kolostora.
- Régi római kori Baetulo, a badalonai múzeumban.
- Turó d'en Boscà ibériai település.
- A város strandja.
- Éves ördögégetés a Festes de Maig idején.

## Testvértelepülések
- Alcanar
- San Fernando
- Valparaíso

## Népesség
A település lakosságának változását az alábbi diagram mutatja:
| Lakosok száma | 739  | 15 974 | 47 929 | 92 257 | 223 444 | 214 874 | 219 547 | 217 210 | 220 440 | 227 083 |
|               | 1717 | 1887   | 1936   | 1960   | 1986    | 2004    | 2009    | 2014    | 2019    | 2024    |